# Diözesanmuseum Oppeln
Das Diözesanmuseum Oppeln ist eine kirchlich-kulturelle Einrichtung in Opole, Woiwodschaft Opole. Das 1987 von Bischof Alfons Nossol in  gegründete Diözesanmuseum ist eines der jüngsten Diözesanmuseen in Polen.
Die Sammlung wurde dem Museum von der Kathedrale von Opole und anderen kirchlichen Einrichtungen im Bistum Opole geschenkt. Es befindet sich am Rand der Altstadt von Opole.
Zu den Ausstellungsstücken gehören zahlreiche sakrale Kunstgegenstände unter anderem aus den Werkstätten der Parler, von Tilman Riemenschneider, Veit Stoß und Fra Angelico. Es beherbergt auch eine große Sammlung zeitgenössischer Kunst.